# المرأة المعجزة 1984
المرأة المعجزة 1984 (بالإنجليزية Wonder Woman 1984 ) هو فيلم بطل خارق أمريكي يستند علي شخصية المرأة المعجزة في عالم دي سي كومكس. هو الجزء المكمل لفيلم المرأة المعجزة الذي صدر عام 2017 و الفيلم الثامن ضمن عالم دي سي السينمائي. من إخراج باتي جنكينز و كتب بواسطة جنكينز وجيف جونز وديفيد كالهام، ومن بطولة غال غادوت في دور البطولة مع كريس باين وكريستين ويج وبيدرو باسكال وكوني نيلسن وروبن رايت. تقع أحداث الفيلم في عام 1984 خلال الحرب الباردة حيث تواجه ديانا وحبيبها تريفور تهديد من رجال أعمال يدعى ماكسويل لورد ومرأة خارقة تسمى تشيتاه.
بدأ الحديث عن إنتاج فيلم متمم بعد فترة قصيرة من صدور الفيلم الأول في 2017 وتحقيقه نجاح كبير وتم تأكيده بعد شهر. بدأ تصوير المرأة المعجزة 1984 خلال شهر يونيو من عام 2018 في استوديوهات وارنر بروس في ليفيسدن بأنجلترا إضافة لندن ودوكسفورد، والعاصمة واشنطن وشمال فيرجينا في الولايات المتحدة، وتينيريفي وفويرتيفنتورا في جزر الكناري، وألميريا في إسبانيا. إنتهى الإنتاج في 22 ديسمبر 2018 بعد ستة أشهر من التصوير، مع تصوير إضافي في يوليو 2019.
عرض المرأة المعجزة 1984 لأول مرة في 15 ديسمبر 2020 على منصة DC FanDome الافتراضية. بينما صدر في دور العرض في الولايات المتحدة وعلى خدمة البث الرقمية إتش بى أو ماكس بتاريخ 25 ديسمبر 2020. تلقى الفيلم مراجعات إيجابية من أغلب النقاد.

## الملخص
يحرر
عندما كانت ديانا طفلة، شاركت في مسابقة رياضية على ثيمسر ضد الأمازونيات البالغات . بعد أن سقطت عن حصانها، سلكت طريقًا مختصرة وأعادت ركوب الخيل، لكنها فاتتها نقطة تفتيش. تقوم انتوبي بإزالتها من سباق الغش، موضحة أنه يجب الحصول على أي شيء ذي قيمة بأمانة، بينما تنصحها والدتها هيبوليتا بالصبر في سعيها وراء المجد والشرف.
في عام 1984، كانت ديانا تعمل في معهد سميثسونيان في واشنطن العاصمة، بينما كانت تؤدي سرًا أعمالًا بطولية بصفتها المرأة المعجزة. موظفة المتحف الجديدة باربرا مينيرفا ، وهي عالمة جيولوجية خجولة وعالمة حيوانات خفية، تواجه صعوبة في لفت انتباه زملائها في العمل، لكنها سرعان ما تجد صديقة في ديانا.
يطلب مكتب التحقيقات الفيدرالي من المتحف التعرف على الآثار المسروقة من عملية سطو أحبطتها المرأة المعجزة مؤخرًا؛ لاحظت باربرا وديانا وجود نقش لاتيني على إحدى القطع الأثرية (حجر الأحلام) يدعي أنه يمنح حامله أمنية واحدة. لا يأخذ أي منهما النقش على محمل الجد علنًا، ولكن بعد أن أنقذت ديانا باربرا من أحد المعتدين باستخدام صلاحياتها سرًا، تتمنى باربرا أن تكون قوية ومثيرة ورائعة "مثل" ديانا، وبالتالي تكتسب عن غير قصد نفس القوى الخارقة. لأن ديانا تتوق إلى ستيف تريفور ، عشيقها الذي مات ببطولة، فقد تم إحيائه في جسد رجل آخر وتم لم شملهما.
يسرق رجل الأعمال الفاشل ماكسويل "ماكس لورد" لورينزانو حجر دريمستون، على أمل استخدام قوته لإنقاذ شركة النفط التي كانت على وشك الإفلاس. رغبته هي أن "يصبح" الحجر ويكتسب قوته: فكلما حقق رغبة شخص آخر، يمكنه أن يأخذ ما يريد من الراغب. وسرعان ما يؤدي هذا إلى الفوضى والدمار وعدم الاستقرار في جميع أنحاء العالم.
تكتشف ديانا أن حجر الأحلام تم إنشاؤه بواسطة دولوس/مينداسيوس ، إله الأكاذيب، المعروف أيضًا باسم دوق الخداع . إنه يمنح رغبة المستخدم ولكنه يفرض رسومًا قوية بنفس القدر ما لم يتخلى عن الرغبة أو يدمر الحجر. على الرغم من أن صلاحيات ديانا وإنسانية باربرا بدأت في التضاؤل، إلا أن أيًا منهما لا يرغب في التخلي عن رغبتهما.
يزور ماكس رئيس الولايات المتحدة ، الذي يرغب في الحصول على المزيد من الصواريخ النووية كحماية ضد السوفييت ، ولكن تم اكتشافها، مما جعل العالم على شفا حرب نووية. يتعلم ماكس أيضًا عن نظام قمر صناعي جديد وسري يمكنه البث لأي شخص في العالم. نظرًا لأن قواه تتسبب في تدهور جسده، فهو يخطط لمنح الأمنيات عالميًا لسرقة القوة وقوة الحياة من المشاهدين واستعادة صحته. تواجهه ديانا وستيف، لكن باربرا تنحاز إلى ماكس، وتتغلب على ديانا وتهرب معه في مارين وان .
يقنع ستيف ديانا بالتخلي عن رغبتها والسماح له بالرحيل، ويعيدها إلى قوتها الكاملة. ترتدي ديانا درع أستيريا، أعظم محاربي الأمازون، وتطير إلى مقر القمر الصناعي وتقاتل مرة أخرى باربرا، التي تحولت إلى فهود بشري بعد رغبتها في أن تصبح حيوانًا مفترسًا رئيسيًا. بعد قتال وحشي انتهى في البحيرة، تغلبت ديانا على باربرا بصدمة كهربائية، ثم أخرجتها من الماء.
تواجه ديانا ماكس وتستخدم حبل الحقيقة الخاص بها للتواصل مع العالم من خلاله، وإقناع الجميع بالتخلي عن رغبتهم. ثم أظهرت له رؤى طفولته التعيسة وابنه أليستير الذي يبحث بشكل محموم عن والده وسط الفوضى. بعد إدراكه للخطأ في طرقه، يتخلى ماكس عن رغبته ويجتمع مجددًا مع أليستير، ويتخلى في نفس الوقت عن رغبات الجميع، ويعيد باربرا إلى وضعها الطبيعي. في يومنا هذا، يحل الشتاء، وتلتقي ديانا بالرجل الذي امتلك ستيف جسده.
في مشهد منتصف الاعتمادات ، تم الكشف عن أن استرا على قيد الحياة وتعيش بين البشر وهي أيضًا بطولية سرًا.

## الطاقم
- غال غادوت كما الأميرة ديانا  / المرأة المعجزة:
- كريس باين مثل ستيف تريفور: طيار أمريكي الذي كان يفترض أنه توفي خلال الحرب العالمية الأولى.[6]
- كريستين ويج كما باربرا آن مينيرفا / الفهد: عالمة آثار بريطانية .[7]
- كوني نيلسن كما هيبوليتا: الملكة ووالدة ديانا .
- روبن رايت كما Antiope: أخت هيبوليتا وقائدة جيش الأمازون .

و أيضا بيدرو باسكال ، ناتاشا روثويل، رافي باتل، غابرييلا وايلد .

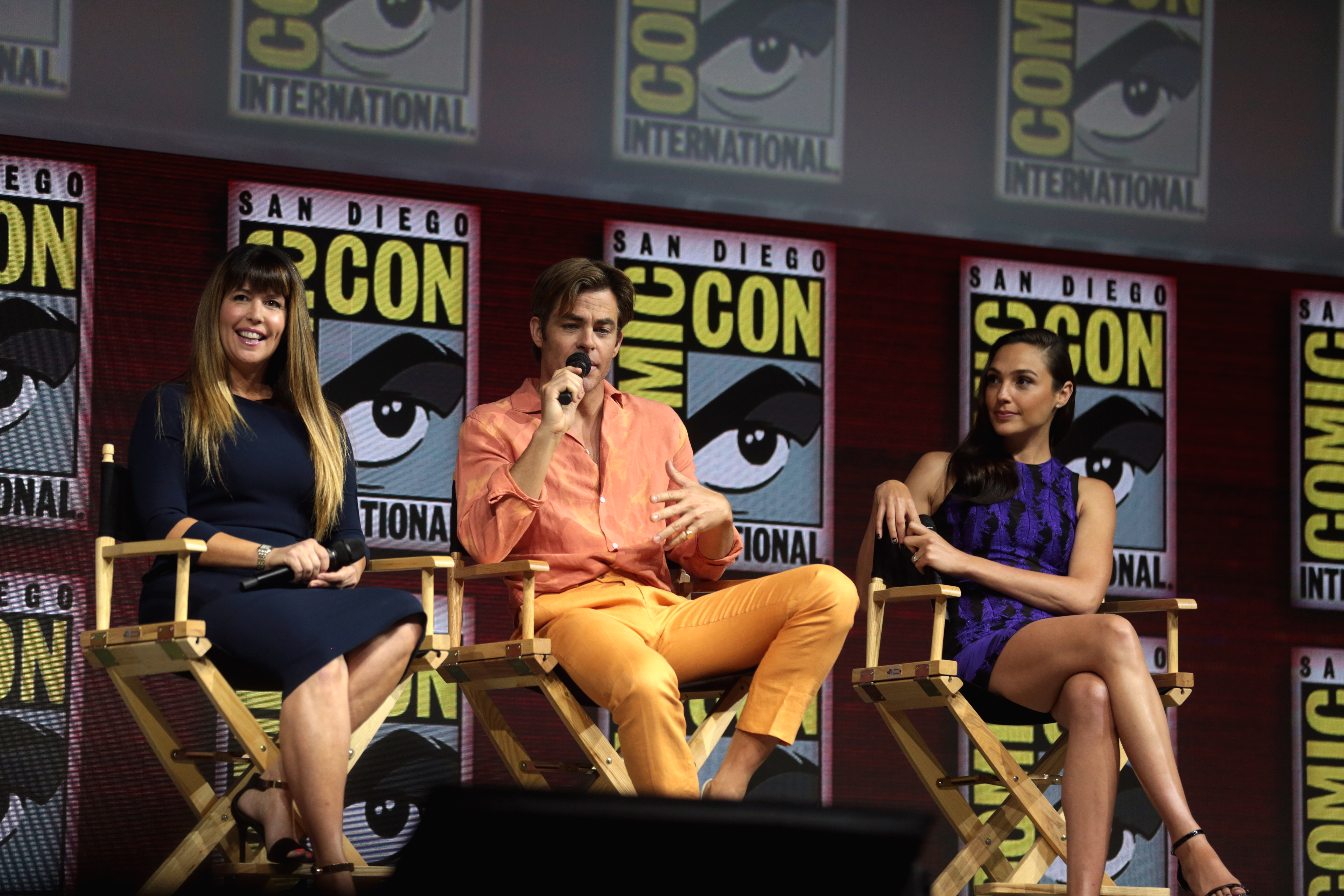
باتي جنكينز، كريس باين, و غال غادوت تشجيع المرأة المعجزة 1984 في 2018 San Diego Comic-Con

## الموسيقى
في 22 أغسطس  2018, أعلن الملحن هانز زيمر أنه سيقوم بتأليف الموسيقي الخاصة بالفيلم . زيمر سابقا سجل الرجل الفولاذي و باتمان ضد سوبرمان: فجر العدالة ، الأفلام الأولى والثانية في عالم دي سي السينمائي.